# Владимир Волков
Владимир Константинович Волков (15 декември 1930 - 6 ноември 2005) е известен руски историк. Доктор на историческите науки. Директор на Славяноведския институт към Руската академия на науките. Член-кореспондент на РАН (от 2000). Автор на множество геополитически изследвания и публикации в областта на политологията, международните отношения и историята.

## Биография
Владимир Волков е роден във Воронеж. Завършва Историческия факултет на Московския университет през 1954 година. Научната му кариера (1956-1987) преминава в Славяноведския институт и института по балканистика към Академията на науките на СССР. Научната му дисертация е на тема „Германо-югославските отношения и разпада на Малката Антанта (1933-1938)“, а докторската на тема „Мюнхенското споразумение и балканските страни“. Ползва английски, немски, сръбски и български език.
Владимир Волков е член на научния съвет към Комитета за сигурност на Руската федерация. Заместник-председател на Националния комитет на руските историци и председател на руския комитет по изучаване и разпространение на славянската култура към ЮНЕСКО. Вицепрезидент на Международната асоциация по изучаване на Югоизточна Европа. Загива в автомобилна катастрофа.
Първото и най-известно произведение на Владимир Волков е неговата книга „Операция „Тевтонски меч“ излязла в Москва през 1966 г.